# Buffert (tåg)

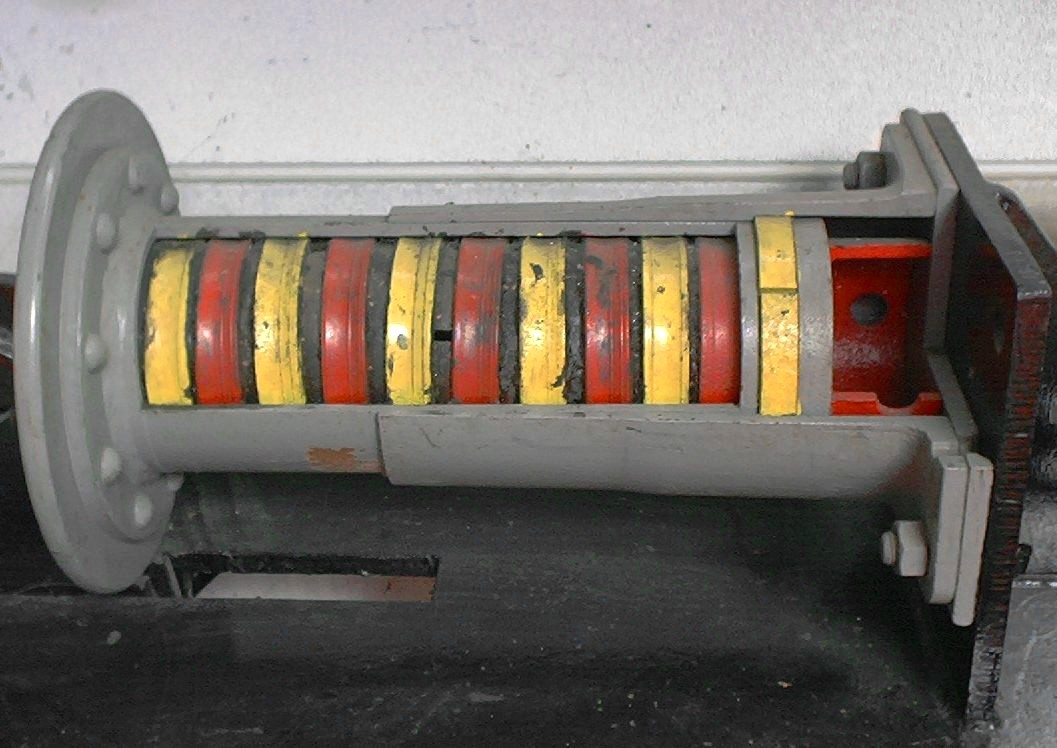
En buffert i genomskärning

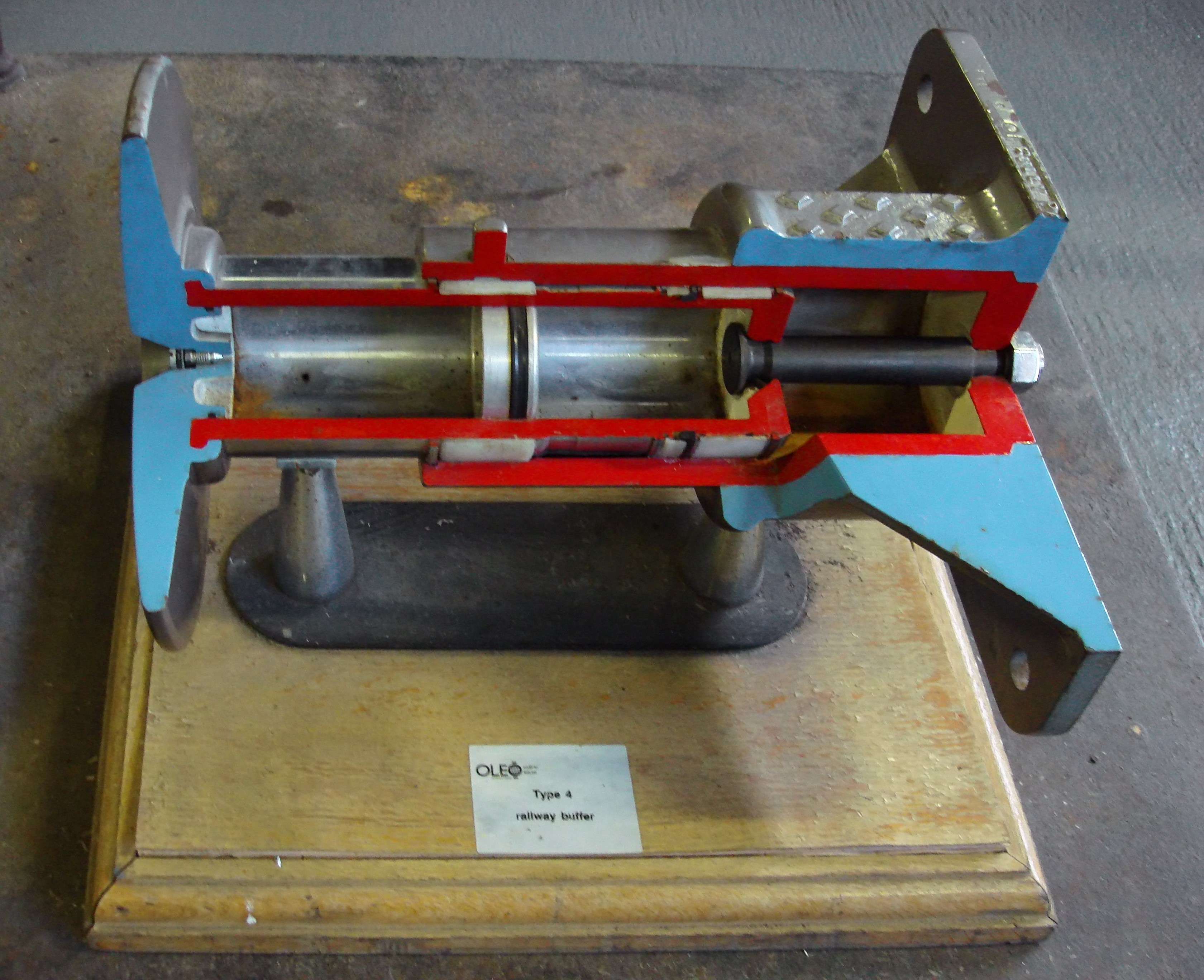
En pneumatisk buffert i genomskärning

Buffert är en fjäderanordning som ska ta upp och dämpa tryckkrafterna mellan två järnvägsvagnar. Dels vid rangering, varvid vagnarna stöter mot varandra och dels vid körning, då tryckstötar kan bildas mellan vagnarna. Se bromsning nedan.

## Sidobuffertar

### Funktion
Sidobuffertar ingår som en nödvändig del av de järnvägskoppel som kallas skruvkoppel och är standard i Sverige. I dessa koppel tas dragkrafterna upp av skruvkopplet och tryckkrafterna av två buffertar med c/c-avståndet 1750mm. Andra koppel, till exempel automatkoppel på malmbanan, X2000 och de nya pendeltågen saknar sidobuffertar eftersom kopplen tar upp både tryck- och dragkrafter. Man kan dock se malmtågslok som har både sidobuffertar och automatkoppel. Detta därför att man med en särskild länk ska kunna koppla andra vagnar än malmvagnar till loken.
Skruvkopplen dras åt så hårt att buffertarna inte har något glapp på rakspår. Det gör att kopplet är spänt om vagnarna är i en kurva.

### Utformning
En buffert består av en buffertskiva fäst i en fjädrad innerhylsa som glider i en fast ytterhylsa. Inifrån vagnen sett är skivan på höger sida svagt konvex, och skivan på vänster sida platt. Detta medför att vid hopkoppling av vagnar ligger alltid en platt buffert mot en konvex oavsett hur vagnarna är vända. Hade alla buffertar varit platta hade det blivit stora sidokrafter som kunnat stuka hylsorna och därmed skada buffertfjädringen, och hade alla buffertarna varit konvexa hade i värsta fall den ena kunnat glida upp över den andra och därmed orsaka samma skador som i förra exemplet, eller till och med orsaka urspårning. Fjädern i en buffert är vanligen en ringfjäder, vilken är ett antal koniska ringar som kan tryckas in i varandra. Dessa kännetecknas av mycket hög fjäderkonstant (-kraft) samt hög dämpning som motverkar självsvängningar i tåget. Tryckkrafterna kan bli mycket höga vid nödbromsning, eftersom inbromsningen fortplantas med en viss fördröjning genom tåget, mer än 2 sekunder. Man kan då få ett kraftigt slag från de sista vagnarna. Under senare år har även buffertar där ytterhylsan sitter i buffertskivan lanserats liksom buffertar med rektangulära buffertskivor. De senare har samma form oavsett var de placeras. Se tågbroms.
Buffertens anliggningsyta måste vara så stor att de aldrig kan hamna om lott. Vagnarnas överhäng, nedfjädring och spårens minsta kurvradie måste beaktas. I Sverige ska alla vagnar klara en kurvradie ner till 150 m.

## Centralbuffertar
Sidobuffertarna är det som mest begränsar kurvradierna. På smalspår har man vanligen inte sidobuffertar, utan istället buffert i kopplet och någon slags fjädring i kopplets infästning. På så sätt kan man låta kurvor vara skarpare. Vagnar kan ändå inte gå på normalspår så det gör inget att det är olika standarder.
Även för automatkoppel såsom Scharfenbergkoppel som är det vanligaste för motorvagnar, så fungerar kopplet som en enda central buffert med fjädring. Helt stela koppel går inte att ha, eftersom det skulle bli för kraftiga stötar då två vagnar kommer emot varandra när de ska kopplas ihop.

## Övrigt
En slags buffertar finns även på vissa stoppbockar för att utjämna stötar. Dessa buffertar är ibland hydrauliska.